# روبرتو كاماريل
روبرتو كاماريل (بالإيطالية: Roberto Cammarelle) (مواليد 30 يوليو 1980) هو ملاكم إيطالي، مثّل بلاده في الألعاب الأولمبية الصيفية في دورات 2004 و2008 و2012.

## روابط خارجية
روبرتو كاماريل على موقع بوكس ريك (الإنجليزية) (registration required)
- روبرتو كاماريل على موقع اللجنة الأولمبية الدولية (الإنجليزية)
- روبرتو كاماريل على موقع أوليمبيديا (الإنجليزية)
- روبرتو كاماريل على موقع اللجنة الأولمبية الإيطالية (الإيطالية)
- روبرتو كاماريل على موقع CONI honoured athlete website (الإيطالية)